# Minik
Minik er et grønlandsk navn.
Bærere af navnet
- Minik Wallace – en inuit-dreng, som Robert Peary bragte til USA
- Prins Vincent – Kronprins Frederiks tredje barn, hvis fulde navn er Vincent Frederik Minik Alexander
- Minik Rosing – kendt dansk professor